# Municipio de Chanarambie
El municipio de Chanarambie (en inglés: Chanarambie Township) es un municipio ubicado en el condado de Murray en el estado estadounidense de Minnesota. En el año 2010 tenía una población de 206 habitantes y una densidad poblacional de 2,23 personas por km².

## Geografía
El municipio de Chanarambie se encuentra ubicado en las coordenadas 43°57′54″N 96°0′49″O / 43.96500, -96.01361. Según la Oficina del Censo de los Estados Unidos, el municipio tiene una superficie total de 92.34 km², de la cual 92,33 km² corresponden a tierra firme y (0,01 %) 0,01 km² es agua.

## Demografía
Según el censo de 2010, había 206 personas residiendo en el municipio de Chanarambie. La densidad de población era de 2,23 hab./km². De los 206 habitantes, el municipio de Chanarambie estaba compuesto por el 95,15 % blancos, el 1,46 % eran afroamericanos, el 0,49 % eran asiáticos, el 2,91 % eran de otras razas. Del total de la población el 4,37 % eran hispanos o latinos de cualquier raza.